# Gymnangium humile
Gymnangium humile is een hydroïdpoliep uit de familie Aglaopheniidae. De poliep komt uit het geslacht Gymnangium. Gymnangium humile werd in 1884 voor het eerst wetenschappelijk beschreven door Bale. 